# Acalypha polystachya
Acalypha polystachya là một loài thực vật có hoa trong họ Đại kích. Loài này được Jacq. mô tả khoa học đầu tiên năm 1797.